# Semproniano
Semproniano är en ort och kommun i provinsen Grosseto i regionen Toscana i Italien. Kommunen hade 1 061 invånare (2018).